# RV Navicula
Le RV Navicula est un navire océanographique du Royal Netherlands Institute for Sea Research (en) (Koninklijk Nederlands Instituut voor Onderzoek der Zee) situé sur l'île de Texel aux Pays-Bas.

## Histoire
Le navire a été construit en 1981 sous le numéro de coque 480 au chantier naval Visscher & Zoon à Zwartsluis. Le navire est principalement utilisé pour la recherche dans la mer des Wadden néerlandaise, dans les eaux côtières et dans les eaux intérieures du delta de la Meuse et du Rhin. 

### Note et référence
- (de) Cet article est partiellement ou en totalité issu de l’article de Wikipédia en allemand intitulé « Navicula (Schiff) » (voir la liste des auteurs).